# Primera División de Venezuela 2018
La temporada 2019 de la Primera División de Venezuela fue la 62.ª edición de la Primera División de Venezuela desde su creación en 1957. 
Un total de 18 equipos participaron en la competición, incluyendo 16 equipos de la temporada anterior y 2 que ascendieron de la Segunda División.
La temporada comenzó el 27 de enero con el Torneo Apertura y culminó el 5 de diciembre con la final para definir el campeón absoluto.

## Aspectos generales

### Modalidad
El campeonato de Primera División constará de dos torneos: Apertura y Clausura; cada uno con una fase final. Los Torneos se jugarán en un grupo de 18 equipos, bajo el sistema de todos contra todos a una vuelta cada uno, con tabla de clasificación independiente. Los mejores 8 en cada torneo clasificarán a la liguilla (fase final) para definir al campeón.
Además habrá una Tabla Acumulada, la cual suma los resultados de cada torneo corto. Al final de la temporada, los dos equipos ubicados en las dos últimas posiciones de esta tabla descenderán a la Segunda División 2019.
Finalmente, para determinar el campeón de la temporada se jugará una serie final con partidos de ida y vuelta entre los campeones de cada uno de los torneos cortos. Sí un mismo equipo resulta campeón del Torneo Apertura y Clausura, entonces este será proclamado campeón absoluto sin necesidad de jugar la final.

## Equipos participantes

### Ascensos y descensos
| Pos. | Ascendidos de la Segunda División de Venezuela 2017 |
| ---- | --------------------------------------------------- |
| 1.º  | Estudiantes de Caracas S. C.                        |
| 3.º  | Academia Puerto Cabello                             |

| Pos. | Descendidos a la Segunda División de Venezuela 2018 |
| ---- | --------------------------------------------------- |
| 17.º | Deportivo JBL del Zulia                             |
| 18.º | Atlético Socopó F. C.                               |

### Datos de los equipos
| Academia Puerto Cabello                      | Puerto Cabello | Pedro Depablos        | Complejo Deportivo Socialista | 1  | -  |
| Mineros de Guayana                           | Ciudad Guayana | Juan Domingo Tolisano | Cachamay                      | 36 | 1  |
| Deportivo Lara                               | Barquisimeto   | Leo González          | Metropolitano de Cabudare     | 8  | 1  |
| Aragua                                       | Maracay        | Héctor Estrada        | Hermanos Ghersi               | 13 | —  |
| Atlético Venezuela                           | Caracas        | Antonio Franco        | Brígido Iriarte               | 7  | —  |
| Carabobo                                     | Valencia       | Wilson Gutiérrez      | Misael Delgado                | 18 | —  |
| Caracas                                      | Caracas        | Noel Sanvicente       | Olímpico de la UCV            | 35 | 11 |
| Deportivo Anzoátegui                         | Puerto La Cruz | José González         | José Antonio Anzoátegui       | 10 | —  |
| Deportivo La Guaira                          | Caracas        | Daniel Farías         | Olímpico de la UCV            | 9  | —  |
| Deportivo Táchira                            | San Cristóbal  | Alex Pallares         | Pueblo Nuevo                  | 45 | 8  |
| Estudiantes de Caracas                       | Caracas        | José Fasciana         | Brígido Irirarte              | 2  | —  |
| Estudiantes de Mérida                        | Mérida         | José Nabor Gavidia    | Metropolitano de Mérida       | 47 | 2  |
| Metropolitanos                               | Caracas        | Jhon Giraldo          | Brígido Iriarte               | 3  | —  |
| Monagas                                      | Maturín        | José Manuel Rey       | Monumental de Maturín         | 22 | 1  |
| Portuguesa                                   | Araure         | Raúl Vargas           | José Antonio Páez             | 44 | 5  |
| Trujillanos                                  | Valera         | Horacio Matuszyczk    | José Alberto Pérez            | 30 | —  |
| Zamora                                       | Barinas        | Alí Cañas             | Agustín Tovar                 | 13 | 3  |
| Zulia                                        | Maracaibo      | Francesto Stifano     | José Encarnación Romero       | 10 | —  |
| * Incluye temporada actual                   |                |                       |                               |    |    |
| Datos actualizados el 3 de diciembre de 2018 |                |                       |                               |    |    |

### Cambios de entrenadores
| Equipo                  | Entrenador (jornadas)                                                                           |
| ----------------------- | ----------------------------------------------------------------------------------------------- |
| Deportivo Anzoátegui    | Francisco Velásquez (1-7) Apertura Lisandro Altieri (8-17) Apertura José González (1-) Clausura |
| Atlético Venezuela      | Alex Pallarés (1-9) Apertura Tony Franco (10-17) Apertura (1-) Clausura                         |
| Deportivo La Guaira     | Pedro Depablos (1-12) Apertura Daniel Farías (13-) más liguilla Apertura y Clausura             |
| Metropolitanos FC       | Daniel de Oliveira (1-14) Apertura Manuel di maio (15-17) Apertura Jhon Giraldo (1-) Clausura   |
| Deportivo Táchira       | Francesco Stifano (1-17) Apertura Alex Pallarés (1-)Clausura                                    |
| Academia Puerto Cabello | Jeremy Novak (1-17) Apertura Pedro Depablos (1-) Clausura                                       |
| Zulia FC                | Carlos Fabián Maldonado (1-17)Apertura Francesco Stifano (1-) Clausura                          |

| Equipo                 | Entrenador (jornadas)                                                                        |
| ---------------------- | -------------------------------------------------------------------------------------------- |
| Estudiantes de Mérida  | Nabor Gavidia (1-17 más liguilla Apertura Martín Brignani (1-) Clausura                      |
| Aragua FC              | José Manuel Rey (1-17) más liguilla Apertura Héctor Estrada (1-) Clausura                    |
| Monagas SC             | Jhonny Ferreira (1-17) Apertura José Manuel Rey (1-) Clausura                                |
| Portuguesa FC          | Carlos Horacio Moreno (1-17) Apertura (1-2) Clausura Raúl Vargas (3-) Clausura               |
| Estudiantes de Caracas | Jose Faciana (1-17) Apertura (1-7) Clausura José María Morr (8-) Clausura                    |
| Carabobo FC            | Wilson Gutiérrez (1-17) más liguilla Apertura (1-8) Clausura Gustavo Caballero (9-) Clausura |

### Equipos por región
| Región            | N.º | Equipos                                                                                       |
| ----------------- | --- | --------------------------------------------------------------------------------------------- |
| Capital           | 5   | Atlético Venezuela, Caracas, Deportivo La Guaira, Metropolitanos, Estudiantes de Caracas S.C. |
| Los Andes         | 4   | Estudiantes de Mérida, Deportivo Táchira, Trujillanos, Zamora                                 |
| Central           | 3   | Academia Puerto Cabello, Aragua, Carabobo                                                     |
| Centro Occidental | 2   | Deportivo Lara, Portuguesa Fútbol Club                                                        |
| Nor-Oriental      | 2   | Deportivo Anzoátegui, Monagas                                                                 |
| Guayana           | 1   | Mineros de Guayana                                                                            |
| Zuliana           | 1   | Zulia                                                                                         |

## Tabla acumulada
Corresponde a la clasificación que obtienen los equipos durante la temporada 2018, es decir, la sumatoria de los puntos obtenidos en los dos torneos cortos (Torneo Apertura y Clausura); y donde la posición de cada equipo es independiente a la obtenida durante los 2 torneos anteriormente mencionados.
Al final los dos equipos mejor posicionados en la tabla, sin ser campeón de algunos de los dos torneos cortos, clasifica a la fase previa de la Copa Libertadores; y el siguiente (que no sea campeón, ni subcampeón de los torneos cortos, ni campeón de la Copa Venezuela) clasifica a la Copa Sudamericana.
| Pos.                                        | Equipo                  | PJ | PG | PE | PP | GF | GC | DG  | Pts. |
| ------------------------------------------- | ----------------------- | -- | -- | -- | -- | -- | -- | --- | ---- |
| 1.                                          | Zamora FC               | 34 | 17 | 8  | 9  | 46 | 34 | 12  | 59   |
| 2.                                          | Caracas FC              | 34 | 17 | 7  | 10 | 44 | 32 | 12  | 58   |
| 3.                                          | Deportivo La Guaira     | 34 | 16 | 10 | 9  | 48 | 41 | 7   | 58   |
| 4.                                          | Mineros de Guayana      | 34 | 14 | 15 | 5  | 45 | 29 | 16  | 57   |
| 5.                                          | Deportivo Lara          | 34 | 14 | 14 | 6  | 41 | 26 | 15  | 56   |
| 6.                                          | Estudiantes de Mérida   | 34 | 14 | 13 | 7  | 52 | 40 | 12  | 55   |
| 7.                                          | Deportivo Táchira       | 34 | 13 | 12 | 9  | 44 | 34 | 10  | 51   |
| 8.                                          | Monagas SC              | 34 | 13 | 11 | 10 | 44 | 31 | 13  | 50   |
| 9.                                          | Carabobo FC             | 34 | 13 | 11 | 10 | 42 | 35 | 7   | 50   |
| 10.                                         | Trujillanos             | 34 | 13 | 11 | 10 | 38 | 38 | 0   | 50   |
| 11.                                         | Zulia FC                | 34 | 9  | 13 | 12 | 49 | 45 | 4   | 40   |
| 12.                                         | Atlético Venezuela      | 34 | 10 | 10 | 14 | 39 | 46 | –7  | 40   |
| 13.                                         | Aragua FC               | 34 | 9  | 10 | 15 | 30 | 35 | –5  | 37   |
| 14.                                         | Academia Puerto Cabello | 34 | 7  | 14 | 13 | 29 | 37 | –8  | 35   |
| 15.                                         | Estudiantes de Caracas  | 34 | 8  | 8  | 18 | 30 | 55 | –25 | 32   |
| 16.                                         | Portuguesa FC           | 34 | 8  | 8  | 18 | 27 | 52 | –25 | 32   |
| 17.                                         | Metropolitanos FC       | 34 | 6  | 9  | 19 | 27 | 48 | –21 | 27   |
| 18.                                         | Deportivo Anzoátegui    | 34 | 6  | 14 | 14 | 31 | 48 | –17 | 26   |
| Última actualización: 28 de octubre de 2018 |                         |    |    |    |    |    |    |     |      |

|  | Ganador del Torneo Apertura.Campeón absoluto.Clasificado para la Fase de grupos de la Copa Libertadores 2019. (Venezuela 1 o 2).    |
|  | Ganador del Torneo Clausura.Subcampeón absoluto.Clasificado para la Fase de grupos de la Copa Libertadores 2019. (Venezuela 1 o 2). |
|  | Primer lugar en la tabla no campeón.Clasificado a la Segunda Fase de la Copa Libertadores 2019. (Venezuela 3).                      |
|  | Segundo lugar en la tabla no campeón.Clasificado a la Primera Fase de la Copa Libertadores 2019. (Venezuela 4).                     |
|  | Campeón Copa Venezuela.Clasificado a la Copa Sudamericana 2019. (Venezuela 1).                                                      |
|  | Subcampeón del Torneo Apertura .Clasificado a la Copa Sudamericana 2019. (Venezuela 2).                                             |
|  | Mejor ubicado del Torneo Clausura. Clasificado a la Copa Sudamericana 2019. (Venezuela 3).                                          |
|  | Tercer lugar en la tabla sin cupo a copas.Clasificado a la Copa Sudamericana 2019. (Venezuela 4).                                   |

### Evolución en la tabla de posiciones
| Jornada / Equipo        | Apertura | Apertura | Apertura | Apertura | Apertura | Apertura | Apertura | Apertura | Apertura | Apertura | Apertura | Apertura | Apertura | Apertura | Apertura | Apertura | Apertura | Clausura | Clausura | Clausura | Clausura | Clausura | Clausura | Clausura | Clausura | Clausura | Clausura | Clausura | Clausura | Clausura | Clausura | Clausura | Clausura | Clausura |
| Jornada / Equipo        | 1        | 2        | 3        | 4        | 5        | 6        | 7        | 8        | 9        | 10       | 11       | 12       | 13       | 14       | 15       | 16       | 17       | 18       | 19       | 20       | 21       | 22       | 23       | 24       | 25       | 26       | 27       | 28       | 29       | 30       | 31       | 32       | 33       | 34       |
| Jornada / Equipo        |          |          |          |          |          |          |          |          |          |          |          |          |          |          |          |          |          |          |          |          |          |          |          |          |          |          |          |          |          |          |          |          |          |          |
| ----------------------- | -------- | -------- | -------- | -------- | -------- | -------- | -------- | -------- | -------- | -------- | -------- | -------- | -------- | -------- | -------- | -------- | -------- | -------- | -------- | -------- | -------- | -------- | -------- | -------- | -------- | -------- | -------- | -------- | -------- | -------- | -------- | -------- | -------- | -------- |
| Zamora F. C.            | 3        | 4        | 2        | 2        | 1        | 1        | 3        | 8        | 6        | 3        | 2        | 3        | 2        | 2        | 3        | 2        | 2        | 2        | 3        | 2        | 2        | 1        | 1        | 1        | 1        | 1        | 1        | 1        | 2        | 1        | 1        | 2        | 2        | 1        |
| Caracas F. C.           | 6        | 8        | 15       | 9        | 11       | 14       | 16       | 7        | 4        | 2        | 5        | 4        | 3        | 3        | 1        | 3        | 3        | 4        | 4        | 6        | 6        | 6        | 6        | 6        | 2        | 4        | 2        | 3        | 5        | 6        | 6        | 3        | 4        | 2        |
| Deportivo La Guaira     | 15       | 7        | 7        | 6        | 4        | 5        | 8        | 6        | 1        | 5        | 4        | 5        | 5        | 6        | 6        | 5        | 5        | 7        | 7        | 7        | 7        | 7        | 7        | 7        | 7        | 6        | 5        | 5        | 3        | 5        | 2        | 1        | 1        | 3        |
| Mineros de Guayana      | 4        | 1        | 3        | 7        | 5        | 2        | 1        | 3        | 5        | 6        | 3        | 2        | 4        | 4        | 4        | 4        | 4        | 3        | 2        | 3        | 5        | 3        | 3        | 2        | 4        | 2        | 3        | 2        | 1        | 2        | 3        | 4        | 5        | 4        |
| Deportivo Lara          | 2        | 3        | 4        | 5        | 7        | 11       | 7        | 9        | 10       | 4        | 6        | 7        | 8        | 7        | 6        | 6        | 6        | 5        | 5        | 4        | 3        | 4        | 5        | 5        | 5        | 5        | 6        | 6        | 4        | 3        | 4        | 5        | 6        | 5        |
| Estudiantes de Mérida   | 12       | 11       | 11       | 16       | 16       | 16       | 11       | 14       | 13       | 14       | 13       | 10       | 7        | 5        | 5        | 7        | 7        | 6        | 6        | 5        | 4        | 5        | 4        | 4        | 3        | 3        | 4        | 4        | 6        | 4        | 5        | 6        | 3        | 6        |
| Deportivo Táchira       | 9        | 10       | 17       | 14       | 15       | 10       | 12       | 13       | 14       | 8        | 8        | 6        | 6        | 9        | 9        | 8        | 10       | 11       | 9        | 8        | 8        | 9        | 8        | 8        | 8        | 8        | 7        | 7        | 7        | 7        | 7        | 7        | 7        | 7        |
| Trujillanos F. C.       | 8        | 9        | 8        | 12       | 6        | 8        | 4        | 1        | 2        | 9        | 10       | 12       | 9        | 11       | 11       | 10       | 12       | 12       | 10       | 10       | 9        | 10       | 10       | 10       | 9        | 9        | 9        | 9        | 10       | 10       | 10       | 10       | 10       | 8        |
| Monagas S. C.           | 1        | 5        | 5        | 11       | 14       | 15       | 17       | 18       | 18       | 16       | 15       | 15       | 15       | 15       | 15       | 13       | 15       | 14       | 13       | 13       | 11       | 11       | 11       | 11       | 11       | 11       | 11       | 10       | 9        | 9        | 8        | 9        | 9        | 9        |
| Carabobo F. C.          | 13       | 16       | 6        | 3        | 3        | 4        | 2        | 2        | 3        | 1        | 1        | 1        | 1        | 1        | 2        | 1        | 1        | 1        | 1        | 1        | 1        | 2        | 2        | 3        | 6        | 7        | 8        | 8        | 8        | 8        | 9        | 8        | 8        | 10       |
| Zulia F. C.             | 7        | 13       | 12       | 8        | 13       | 6        | 6        | 5        | 7        | 7        | 7        | 8        | 10       | 12       | 12       | 14       | 13       | 13       | 14       | 15       | 15       | 15       | 14       | 13       | 13       | 13       | 12       | 12       | 12       | 12       | 13       | 13       | 12       | 11       |
| Atlético Venezuela      | 14       | 6        | 9        | 4        | 8        | 9        | 10       | 10       | 12       | 12       | 14       | 11       | 13       | 13       | 14       | 12       | 11       | 9        | 11       | 11       | 12       | 13       | 15       | 15       | 14       | 14       | 14       | 14       | 14       | 13       | 12       | 11       | 11       | 12       |
| Aragua F. C.            | 17       | 15       | 14       | 18       | 9        | 7        | 9        | 11       | 9        | 11       | 11       | 13       | 11       | 10       | 10       | 9        | 8        | 8        | 8        | 9        | 10       | 8        | 9        | 9        | 10       | 10       | 10       | 11       | 11       | 11       | 11       | 12       | 13       | 13       |
| Academia Puerto Cabello | 10       | 14       | 16       | 10       | 12       | 13       | 15       | 12       | 11       | 13       | 12       | 14       | 14       | 14       | 13       | 15       | 14       | 15       | 15       | 14       | 14       | 12       | 12       | 12       | 12       | 12       | 13       | 13       | 13       | 14       | 14       | 14       | 14       | 14       |
| Deportivo Anzoátegui    | 16       | 17       | 18       | 15       | 18       | 17       | 18       | 16       | 15       | 15       | 16       | 16       | 17       | 18       | 18       | 18       | 17       | 18       | 18       | 18       | 18       | 18       | 18       | 18       | 18       | 17       | 17       | 16       | 16       | 16       | 16       | 17       | 16       | 15       |
| Estudiantes de Caracas  | 18       | 18       | 10       | 13       | 17       | 18       | 14       | 17       | 16       | 17       | 17       | 18       | 18       | 16       | 16       | 16       | 16       | 17       | 17       | 17       | 17       | 17       | 17       | 17       | 17       | 18       | 18       | 18       | 18       | 18       | 17       | 15       | 17       | 16       |
| Portuguesa F. C.        | 5        | 2        | 1        | 1        | 2        | 3        | 5        | 4        | 8        | 10       | 9        | 9        | 12       | 8        | 8        | 11       | 9        | 10       | 12       | 12       | 13       | 14       | 13       | 14       | 15       | 15       | 15       | 15       | 15       | 15       | 15       | 16       | 15       | 17       |
| Metropolitanos F. C.    | 11       | 12       | 13       | 17       | 10       | 12       | 13       | 15       | 17       | 18       | 18       | 17       | 16       | 17       | 17       | 17       | 18       | 16       | 16       | 16       | 16       | 16       | 16       | 16       | 16       | 16       | 16       | 17       | 17       | 15       | 17       | 18       | 18       | 18       |

## Torneo Apertura
Se realiza una liguilla conformada por los primeros ocho equipos del Torneo Apertura, los cuales se enfrentan de acuerdo a la posición obtenida. Se juega en tres fases a doble partido, donde el partido de vuelta se juega en casa del equipo que haya obtenido mejor posición durante el torneo. El vencedor de la liguilla se proclama campeón del Torneo Apertura y obtiene plaza para la Copa Libertadores, y el subcampeón obtiene cupo para la Copa Sudamericana.

### Liguilla de campeonato (Play-Off)
|  | Cuartos de final | Cuartos de final  | Cuartos de final   | Cuartos de final   | Cuartos de final |   |          | Semifinales | Semifinales | Semifinales | Semifinales | Semifinales |  |                    | Final              | Final | Final | Final | Final |  |
|  |                  |                   |                    |                    |                  |   |          |             |             |             |             |             |  |                    |                    |       |       |       |       |  |
|  |                  |                   |                    |                    |                  |   |          |             |             |             |             |             |  |                    |                    |       |       |       |       |  |
|  | 1                | Carabobo          | 0                  | 2                  | 2                |   |          |             |             |             |             |             |  |                    |                    |       |       |       |       |  |
|  | 1                | Carabobo          | 0                  | 2                  | 2                |   |          |             |             |             |             |             |  |                    |                    |       |       |       |       |  |
|  | 8                | Aragua            | 0                  | 0                  | 0                |   |          |             |             |             |             |             |  |                    |                    |       |       |       |       |  |
|  | 8                | Aragua            | 0                  | 0                  | 0                |   | Carabobo | Carabobo    | 1           | 2           | 3           |             |  |                    |                    |       |       |       |       |  |
|  |                  |                   |                    |                    |                  |   | Carabobo | Carabobo    | 1           | 2           | 3           |             |  |                    |                    |       |       |       |       |  |
|  |                  |                   | Mineros de Guayana | Mineros de Guayana | 1                | 3 | 4        |             |             |             |             |             |  |                    |                    |       |       |       |       |  |
|  | 4                | Mineros de G.     | Mineros de Guayana | Mineros de Guayana | 1                | 3 | 4        | 0           | 2           | 2           |             |             |  |                    |                    |       |       |       |       |  |
|  | 4                | Mineros de G.     |                    |                    |                  |   |          |             |             | 2           |             |             |  |                    |                    |       |       |       |       |  |
|  | 5                | Dep. La Guaira    | 0                  | 0                  | 0                |   |          |             |             |             |             |             |  |                    |                    |       |       |       |       |  |
|  | 5                | Dep. La Guaira    | 0                  | 0                  | 0                |   |          |             |             |             |             |             |  | Mineros de Guayana | Mineros de Guayana | 1     | 0     | 1     |       |  |
|  |                  |                   |                    |                    |                  |   |          |             |             |             |             |             |  | Mineros de Guayana | Mineros de Guayana | 1     | 0     | 1     |       |  |
|  |                  |                   | Zamora             | Zamora             | 1                | 1 | 2        |             |             |             |             |             |  |                    |                    |       |       |       |       |  |
|  | 2                | Zamora            | Zamora             | Zamora             | 1                | 1 | 2        | 3           | 3           | 6           |             |             |  |                    |                    |       |       |       |       |  |
|  | 2                | Zamora            |                    |                    |                  |   |          |             |             | 6           |             |             |  |                    |                    |       |       |       |       |  |
|  | 7                | Estudiantes de M. | 1                  | 1                  | 2                |   |          |             |             |             |             |             |  |                    |                    |       |       |       |       |  |
|  | 7                | Estudiantes de M. | 1                  | 1                  | 2                |   | Zamora   | Zamora      | 1           | 3           | 4           |             |  |                    |                    |       |       |       |       |  |
|  |                  |                   |                    |                    |                  |   | Zamora   | Zamora      | 1           | 3           | 4           |             |  |                    |                    |       |       |       |       |  |
|  |                  |                   | Caracas            | Caracas            | 0                | 2 | 2        |             |             |             |             |             |  |                    |                    |       |       |       |       |  |
|  | 3                | Caracas           | Caracas            | Caracas            | 0                | 2 | 2        | 3           | 2           | 5           |             |             |  |                    |                    |       |       |       |       |  |
|  | 3                | Caracas           |                    |                    |                  |   |          |             |             | 5           |             |             |  |                    |                    |       |       |       |       |  |
|  | 6                | Deportivo Lara    | 1                  | 0                  | 1                |   |          |             |             |             |             |             |  |                    |                    |       |       |       |       |  |
|  | 6                | Deportivo Lara    | 1                  | 0                  | 1                |   |          |             |             |             |             |             |  |                    |                    |       |       |       |       |  |
|  |                  |                   |                    |                    |                  |   |          |             |             |             |             |             |  |                    |                    |       |       |       |       |  |

- Nota: El primero de cada llave, define la serie como local.

#### Campeón Apertura
| Zamora (2.° título) Clasificado a la Copa Libertadores 2019 |

## Torneo Clausura
Se realiza una liguilla conformada por los primeros ocho equipos del Torneo Clausura, los cuales se enfrentan de acuerdo a la posición obtenida. Se juega en tres fases a doble partido, donde el partido de vuelta se juega en casa del equipo que haya obtenido mejor posición durante el torneo. El vencedor de la liguilla se proclama campeón del Torneo Clausura y obtiene plaza para la Copa Libertadores, y el subcampeón obtiene cupo para la Copa Sudamericana.

### Liguilla de campeonato (Play-Off)
|  | Cuartos de final | Cuartos de final    | Cuartos de final | Cuartos de final  | Cuartos de final |   |   | Semifinales         | Semifinales | Semifinales | Semifinales | Semifinales |  |   | Final               | Final | Final | Final | Final |  |
|  |                  |                     |                  |                   |                  |   |   |                     |             |             |             |             |  |   |                     |       |       |       |       |  |
|  |                  |                     |                  |                   |                  |   |   |                     |             |             |             |             |  |   |                     |       |       |       |       |  |
|  | 2                | Dep. La Guaira      | 0                | 3                 | 3                |   |   |                     |             |             |             |             |  |   |                     |       |       |       |       |  |
|  | 2                | Dep. La Guaira      | 0                | 3                 | 3                |   |   |                     |             |             |             |             |  |   |                     |       |       |       |       |  |
|  | 7                | Zamora              | 1                | 1                 | 2                |   |   |                     |             |             |             |             |  |   |                     |       |       |       |       |  |
|  | 7                | Zamora              | 1                | 1                 | 2                |   | 2 | Deportivo La Guaira | 0           | 3           | 3           |             |  |   |                     |       |       |       |       |  |
|  |                  |                     |                  |                   |                  |   | 2 | Deportivo La Guaira | 0           | 3           | 3           |             |  |   |                     |       |       |       |       |  |
|  |                  |                     | 3                | Deportivo Táchira | 1                | 1 | 2 |                     |             |             |             |             |  |   |                     |       |       |       |       |  |
|  | 3                | Deportivo Táchira   | 3                | Deportivo Táchira | 1                | 1 | 2 | 0                   | 3           | 3           |             |             |  |   |                     |       |       |       |       |  |
|  | 3                | Deportivo Táchira   |                  |                   |                  |   |   |                     |             | 3           |             |             |  |   |                     |       |       |       |       |  |
|  | 6                | Estudiantes de M.   | 0                | 1                 | 1                |   |   |                     |             |             |             |             |  |   |                     |       |       |       |       |  |
|  | 6                | Estudiantes de M.   | 0                | 1                 | 1                |   |   |                     |             |             |             |             |  | 2 | Deportivo La Guaira | 0     | 0     | 0     |       |  |
|  |                  |                     |                  |                   |                  |   |   |                     |             |             |             |             |  | 2 | Deportivo La Guaira | 0     | 0     | 0     |       |  |
|  |                  |                     | 4                | Deportivo Lara    | 0                | 1 | 1 |                     |             |             |             |             |  |   |                     |       |       |       |       |  |
|  | 4                | Deportivo Lara (v.) | 4                | Deportivo Lara    | 0                | 1 | 1 | 1                   | 1           | 2           |             |             |  |   |                     |       |       |       |       |  |
|  | 4                | Deportivo Lara (v.) |                  |                   |                  |   |   |                     |             | 2           |             |             |  |   |                     |       |       |       |       |  |
|  | 5                | Trujillanos         | 2                | 0                 | 2                |   |   |                     |             |             |             |             |  |   |                     |       |       |       |       |  |
|  | 5                | Trujillanos         | 2                | 0                 | 2                |   | 4 | Deportivo Lara      | 1           | 2           | 3           |             |  |   |                     |       |       |       |       |  |
|  |                  |                     |                  |                   |                  |   | 4 | Deportivo Lara      | 1           | 2           | 3           |             |  |   |                     |       |       |       |       |  |
|  |                  |                     | 8                | Caracas           | 1                | 0 | 1 |                     |             |             |             |             |  |   |                     |       |       |       |       |  |
|  | 1                | Monagas             | 8                | Caracas           | 1                | 0 | 1 | 2                   | 1           | 3           |             |             |  |   |                     |       |       |       |       |  |
|  | 1                | Monagas             |                  |                   |                  |   |   |                     |             | 3           |             |             |  |   |                     |       |       |       |       |  |
|  | 8                | Caracas             | 2                | 2                 | 4                |   |   |                     |             |             |             |             |  |   |                     |       |       |       |       |  |
|  | 8                | Caracas             | 2                | 2                 | 4                |   |   |                     |             |             |             |             |  |   |                     |       |       |       |       |  |
|  |                  |                     |                  |                   |                  |   |   |                     |             |             |             |             |  |   |                     |       |       |       |       |  |

- Nota: El primero de cada llave, define la serie como local.

#### Campeón Clausura
| Deportivo Lara (3.° título) Clasificado a la Copa Libertadores 2019 |

## Final del Campeonato Nacional
Esta final la disputarán el campeón del Torneo Apertura y el del Torneo Clausura, para definir al Campeón Absoluto.
| Zamora         | Campeón del Torneo Apertura |
| Deportivo Lara | Campeón del Torneo Clausura |

### Ida
| 1     | Guardameta     | Carlos Salazar    |     |
| 29    | Defensa        | Jefre Vargas      | 62' |
| 4     | Defensa        | Leonardo Aponte   |     |
| 26    | Defensa        | Giácomo Di Giorgi |     |
| 27    | Defensa        | Daniel Carrillo   |     |
| 13    | Centrocampista | Jesús Bueno       | 75' |
| 5     | Centrocampista | Bernaldo Manzano  |     |
| 20    | Centrocampista | Juan Castellanos  | 69' |
| 18    | Delantero      | Freddy Vargas     |     |
| 23    | Delantero      | Jesús Hernández   |     |
| 10    | Delantero      | David Centeno     |     |
| D. T. | D. T.          | Leonardo González |     |

| 1     | Guardameta     | Joel Graterol     |       |
| 3     | Defensa        | Carlos Castro     |       |
| 17    | Defensa        | Kevin De La Hoz   |       |
| 5     | Defensa        | Jorge González    |       |
| 12    | Defensa        | Mayker González   |       |
| 19    | Centrocampista | Antonio Romero    | 90+1' |
| 25    | Centrocampista | Maikol Quintero   |       |
| 23    | Centrocampista | Oscar Hernández   |       |
| 7     | Centrocampista | Erickson Gallardo | 86'   |
| 13    | Centrocampista | Pedro Ramírez     | 72'   |
| 21    | Delantero      | Rodolfo Marcano   |       |
| D. T. | D. T.          | Alí Cañas         |       |

| 3  | Defensa        | Ignacio Anzola  | 62' |
| 24 | Centrocampista | José Romero     | 69' |
| 28 | Centrocampista | Yonber Camacaro | 75' |

| 8  | Centrocampista | José Pinto   | 72'   |
| 26 | Centrocampista | Edixon Mena  | 86'   |
| 18 | Delantero      | Ángel Osorio | 90+1' |

| 34' | Freddy Vargas | 1:1 |

| 31' | Antonio Romero | 0:1 |

| 74' · 78' | David Centeno Yonber Camacaro |

| 32' · 40' · 48' · 90+3' | Antonio Romero Carlos Castro Maikol Quintero Jorge González |

| 58' | Rodolfo Marcano |

| Principal | Ángel Arteaga |

| 1     | Guardameta     | Carlos Salazar    |     |
| 29    | Defensa        | Jefre Vargas      | 62' |
| 4     | Defensa        | Leonardo Aponte   |     |
| 26    | Defensa        | Giácomo Di Giorgi |     |
| 27    | Defensa        | Daniel Carrillo   |     |
| 13    | Centrocampista | Jesús Bueno       | 75' |
| 5     | Centrocampista | Bernaldo Manzano  |     |
| 20    | Centrocampista | Juan Castellanos  | 69' |
| 18    | Delantero      | Freddy Vargas     |     |
| 23    | Delantero      | Jesús Hernández   |     |
| 10    | Delantero      | David Centeno     |     |
| D. T. | D. T.          | Leonardo González |     |

| 1     | Guardameta     | Joel Graterol     |       |
| 3     | Defensa        | Carlos Castro     |       |
| 17    | Defensa        | Kevin De La Hoz   |       |
| 5     | Defensa        | Jorge González    |       |
| 12    | Defensa        | Mayker González   |       |
| 19    | Centrocampista | Antonio Romero    | 90+1' |
| 25    | Centrocampista | Maikol Quintero   |       |
| 23    | Centrocampista | Oscar Hernández   |       |
| 7     | Centrocampista | Erickson Gallardo | 86'   |
| 13    | Centrocampista | Pedro Ramírez     | 72'   |
| 21    | Delantero      | Rodolfo Marcano   |       |
| D. T. | D. T.          | Alí Cañas         |       |

| 3  | Defensa        | Ignacio Anzola  | 62' |
| 24 | Centrocampista | José Romero     | 69' |
| 28 | Centrocampista | Yonber Camacaro | 75' |

| 8  | Centrocampista | José Pinto   | 72'   |
| 26 | Centrocampista | Edixon Mena  | 86'   |
| 18 | Delantero      | Ángel Osorio | 90+1' |

| 34' | Freddy Vargas | 1:1 |

| 31' | Antonio Romero | 0:1 |

| 74' · 78' | David Centeno Yonber Camacaro |

| 32' · 40' · 48' · 90+3' | Antonio Romero Carlos Castro Maikol Quintero Jorge González |

| 58' | Rodolfo Marcano |

| Principal | Ángel Arteaga |

| 1     | Guardameta     | Carlos Salazar    |     |
| 29    | Defensa        | Jefre Vargas      | 62' |
| 4     | Defensa        | Leonardo Aponte   |     |
| 26    | Defensa        | Giácomo Di Giorgi |     |
| 27    | Defensa        | Daniel Carrillo   |     |
| 13    | Centrocampista | Jesús Bueno       | 75' |
| 5     | Centrocampista | Bernaldo Manzano  |     |
| 20    | Centrocampista | Juan Castellanos  | 69' |
| 18    | Delantero      | Freddy Vargas     |     |
| 23    | Delantero      | Jesús Hernández   |     |
| 10    | Delantero      | David Centeno     |     |
| D. T. | D. T.          | Leonardo González |     |

| 1     | Guardameta     | Joel Graterol     |       |
| 3     | Defensa        | Carlos Castro     |       |
| 17    | Defensa        | Kevin De La Hoz   |       |
| 5     | Defensa        | Jorge González    |       |
| 12    | Defensa        | Mayker González   |       |
| 19    | Centrocampista | Antonio Romero    | 90+1' |
| 25    | Centrocampista | Maikol Quintero   |       |
| 23    | Centrocampista | Oscar Hernández   |       |
| 7     | Centrocampista | Erickson Gallardo | 86'   |
| 13    | Centrocampista | Pedro Ramírez     | 72'   |
| 21    | Delantero      | Rodolfo Marcano   |       |
| D. T. | D. T.          | Alí Cañas         |       |

| 3  | Defensa        | Ignacio Anzola  | 62' |
| 24 | Centrocampista | José Romero     | 69' |
| 28 | Centrocampista | Yonber Camacaro | 75' |

| 8  | Centrocampista | José Pinto   | 72'   |
| 26 | Centrocampista | Edixon Mena  | 86'   |
| 18 | Delantero      | Ángel Osorio | 90+1' |

| 34' | Freddy Vargas | 1:1 |

| 31' | Antonio Romero | 0:1 |

| 74' · 78' | David Centeno Yonber Camacaro |

| 32' · 40' · 48' · 90+3' | Antonio Romero Carlos Castro Maikol Quintero Jorge González |

| 58' | Rodolfo Marcano |

| Principal | Ángel Arteaga |

| 1     | Guardameta     | Carlos Salazar    |     |
| 29    | Defensa        | Jefre Vargas      | 62' |
| 4     | Defensa        | Leonardo Aponte   |     |
| 26    | Defensa        | Giácomo Di Giorgi |     |
| 27    | Defensa        | Daniel Carrillo   |     |
| 13    | Centrocampista | Jesús Bueno       | 75' |
| 5     | Centrocampista | Bernaldo Manzano  |     |
| 20    | Centrocampista | Juan Castellanos  | 69' |
| 18    | Delantero      | Freddy Vargas     |     |
| 23    | Delantero      | Jesús Hernández   |     |
| 10    | Delantero      | David Centeno     |     |
| D. T. | D. T.          | Leonardo González |     |

| 1     | Guardameta     | Joel Graterol     |       |
| 3     | Defensa        | Carlos Castro     |       |
| 17    | Defensa        | Kevin De La Hoz   |       |
| 5     | Defensa        | Jorge González    |       |
| 12    | Defensa        | Mayker González   |       |
| 19    | Centrocampista | Antonio Romero    | 90+1' |
| 25    | Centrocampista | Maikol Quintero   |       |
| 23    | Centrocampista | Oscar Hernández   |       |
| 7     | Centrocampista | Erickson Gallardo | 86'   |
| 13    | Centrocampista | Pedro Ramírez     | 72'   |
| 21    | Delantero      | Rodolfo Marcano   |       |
| D. T. | D. T.          | Alí Cañas         |       |

| 3  | Defensa        | Ignacio Anzola  | 62' |
| 24 | Centrocampista | José Romero     | 69' |
| 28 | Centrocampista | Yonber Camacaro | 75' |

| 8  | Centrocampista | José Pinto   | 72'   |
| 26 | Centrocampista | Edixon Mena  | 86'   |
| 18 | Delantero      | Ángel Osorio | 90+1' |

| 34' | Freddy Vargas | 1:1 |

| 31' | Antonio Romero | 0:1 |

| 74' · 78' | David Centeno Yonber Camacaro |

| 32' · 40' · 48' · 90+3' | Antonio Romero Carlos Castro Maikol Quintero Jorge González |

| 58' | Rodolfo Marcano |

| Principal | Ángel Arteaga |

### Vuelta
| 1     | Guardameta     | Joel Graterol     |     |
| 3     | Centrocampista | Carlos Castro     |     |
| 17    | Defensa        | Kevin De La Hoz   |     |
| 5     | Defensa        | Jorge González    |     |
| 12    | Defensa        | Mayker González   |     |
| 13    | Centrocampista | Pedro Ramírez     | 88' |
| 25    | Centrocampista | Maikol Quintero   |     |
| 23    | Centrocampista | Oscar Hernández   | 51' |
| 7     | Centrocampista | Erickson Gallardo |     |
| 10    | Centrocampista | Gustavo Rojas     |     |
| 19    | Delantero      | Antonio Romero    | 69' |
| D. T. | D. T.          | Alí Cañas         |     |

| 1     | Guardameta     | Carlos Salazar    |     |
| 29    | Defensa        | Jefre Vargas      |     |
| 4     | Defensa        | Leonardo Aponte   |     |
| 26    | Defensa        | Giácomo Di Giorgi |     |
| 27    | Defensa        | Daniel Carrillo   |     |
| 13    | Centrocampista | Jesús Bueno       | 46  |
| 5     | Centrocampista | Bernaldo Manzano  |     |
| 10    | Centrocampista | David Centeno     |     |
| 18    | Delantero      | Freddy Vargas     | 62' |
| 23    | Delantero      | Jesús Hernández   |     |
| 7     | Delantero      | Argenis Gómez     | 68' |
| D. T. | D. T.          | Leonardo González |     |

| 8  | Centrocampista | José Pinto   | 51' |
| 18 | Delantero      | Ángel Osorio | 69' |
| 26 | Delantero      | Edixon Mena  | 88' |

| 20 | Centrocampista | Juan Castellanos | 46' |
| 16 | Centrocampista | Manuel Godoy     | 62' |
| 3  | Defensa        | Ignacio Anzola   | 68' |

| 5' · 24' · 57' · 90' | Antonio Romero Ángel Osorio | 1:0 2:0 3:0 4:0 |

| 6' · 13' · 90' | Juan Zárate Gustavo Rojas Ángel Osorio |

| 28' · 45' · 47' | Jesús Hernández Jesús Bueno Argenis Gómez |

| Principal | José Argote |

| 1     | Guardameta     | Joel Graterol     |     |
| 3     | Centrocampista | Carlos Castro     |     |
| 17    | Defensa        | Kevin De La Hoz   |     |
| 5     | Defensa        | Jorge González    |     |
| 12    | Defensa        | Mayker González   |     |
| 13    | Centrocampista | Pedro Ramírez     | 88' |
| 25    | Centrocampista | Maikol Quintero   |     |
| 23    | Centrocampista | Oscar Hernández   | 51' |
| 7     | Centrocampista | Erickson Gallardo |     |
| 10    | Centrocampista | Gustavo Rojas     |     |
| 19    | Delantero      | Antonio Romero    | 69' |
| D. T. | D. T.          | Alí Cañas         |     |

| 1     | Guardameta     | Carlos Salazar    |     |
| 29    | Defensa        | Jefre Vargas      |     |
| 4     | Defensa        | Leonardo Aponte   |     |
| 26    | Defensa        | Giácomo Di Giorgi |     |
| 27    | Defensa        | Daniel Carrillo   |     |
| 13    | Centrocampista | Jesús Bueno       | 46  |
| 5     | Centrocampista | Bernaldo Manzano  |     |
| 10    | Centrocampista | David Centeno     |     |
| 18    | Delantero      | Freddy Vargas     | 62' |
| 23    | Delantero      | Jesús Hernández   |     |
| 7     | Delantero      | Argenis Gómez     | 68' |
| D. T. | D. T.          | Leonardo González |     |

| 8  | Centrocampista | José Pinto   | 51' |
| 18 | Delantero      | Ángel Osorio | 69' |
| 26 | Delantero      | Edixon Mena  | 88' |

| 20 | Centrocampista | Juan Castellanos | 46' |
| 16 | Centrocampista | Manuel Godoy     | 62' |
| 3  | Defensa        | Ignacio Anzola   | 68' |

| 5' · 24' · 57' · 90' | Antonio Romero Ángel Osorio | 1:0 2:0 3:0 4:0 |

| 6' · 13' · 90' | Juan Zárate Gustavo Rojas Ángel Osorio |

| 28' · 45' · 47' | Jesús Hernández Jesús Bueno Argenis Gómez |

| Principal | José Argote |

| 1     | Guardameta     | Joel Graterol     |     |
| 3     | Centrocampista | Carlos Castro     |     |
| 17    | Defensa        | Kevin De La Hoz   |     |
| 5     | Defensa        | Jorge González    |     |
| 12    | Defensa        | Mayker González   |     |
| 13    | Centrocampista | Pedro Ramírez     | 88' |
| 25    | Centrocampista | Maikol Quintero   |     |
| 23    | Centrocampista | Oscar Hernández   | 51' |
| 7     | Centrocampista | Erickson Gallardo |     |
| 10    | Centrocampista | Gustavo Rojas     |     |
| 19    | Delantero      | Antonio Romero    | 69' |
| D. T. | D. T.          | Alí Cañas         |     |

| 1     | Guardameta     | Carlos Salazar    |     |
| 29    | Defensa        | Jefre Vargas      |     |
| 4     | Defensa        | Leonardo Aponte   |     |
| 26    | Defensa        | Giácomo Di Giorgi |     |
| 27    | Defensa        | Daniel Carrillo   |     |
| 13    | Centrocampista | Jesús Bueno       | 46  |
| 5     | Centrocampista | Bernaldo Manzano  |     |
| 10    | Centrocampista | David Centeno     |     |
| 18    | Delantero      | Freddy Vargas     | 62' |
| 23    | Delantero      | Jesús Hernández   |     |
| 7     | Delantero      | Argenis Gómez     | 68' |
| D. T. | D. T.          | Leonardo González |     |

| 8  | Centrocampista | José Pinto   | 51' |
| 18 | Delantero      | Ángel Osorio | 69' |
| 26 | Delantero      | Edixon Mena  | 88' |

| 20 | Centrocampista | Juan Castellanos | 46' |
| 16 | Centrocampista | Manuel Godoy     | 62' |
| 3  | Defensa        | Ignacio Anzola   | 68' |

| 5' · 24' · 57' · 90' | Antonio Romero Ángel Osorio | 1:0 2:0 3:0 4:0 |

| 6' · 13' · 90' | Juan Zárate Gustavo Rojas Ángel Osorio |

| 28' · 45' · 47' | Jesús Hernández Jesús Bueno Argenis Gómez |

| Principal | José Argote |

| 1     | Guardameta     | Joel Graterol     |     |
| 3     | Centrocampista | Carlos Castro     |     |
| 17    | Defensa        | Kevin De La Hoz   |     |
| 5     | Defensa        | Jorge González    |     |
| 12    | Defensa        | Mayker González   |     |
| 13    | Centrocampista | Pedro Ramírez     | 88' |
| 25    | Centrocampista | Maikol Quintero   |     |
| 23    | Centrocampista | Oscar Hernández   | 51' |
| 7     | Centrocampista | Erickson Gallardo |     |
| 10    | Centrocampista | Gustavo Rojas     |     |
| 19    | Delantero      | Antonio Romero    | 69' |
| D. T. | D. T.          | Alí Cañas         |     |

| 1     | Guardameta     | Carlos Salazar    |     |
| 29    | Defensa        | Jefre Vargas      |     |
| 4     | Defensa        | Leonardo Aponte   |     |
| 26    | Defensa        | Giácomo Di Giorgi |     |
| 27    | Defensa        | Daniel Carrillo   |     |
| 13    | Centrocampista | Jesús Bueno       | 46  |
| 5     | Centrocampista | Bernaldo Manzano  |     |
| 10    | Centrocampista | David Centeno     |     |
| 18    | Delantero      | Freddy Vargas     | 62' |
| 23    | Delantero      | Jesús Hernández   |     |
| 7     | Delantero      | Argenis Gómez     | 68' |
| D. T. | D. T.          | Leonardo González |     |

| 8  | Centrocampista | José Pinto   | 51' |
| 18 | Delantero      | Ángel Osorio | 69' |
| 26 | Delantero      | Edixon Mena  | 88' |

| 20 | Centrocampista | Juan Castellanos | 46' |
| 16 | Centrocampista | Manuel Godoy     | 62' |
| 3  | Defensa        | Ignacio Anzola   | 68' |

| 5' · 24' · 57' · 90' | Antonio Romero Ángel Osorio | 1:0 2:0 3:0 4:0 |

| 6' · 13' · 90' | Juan Zárate Gustavo Rojas Ángel Osorio |

| 28' · 45' · 47' | Jesús Hernández Jesús Bueno Argenis Gómez |

| Principal | José Argote |

|                                 |
| Bandera del estado Barinas      |
| Zamora F. C. Campeón 4.° título |

## Estadísticas
| Jugador                                                                          | Equipo                  | Goles | Part. | Prom. |
| -------------------------------------------------------------------------------- | ----------------------- | ----- | ----- | ----- |
| Anthony Uribe                                                                    | Zamora                  | 16    | 32    | 0.50  |
| Darwin González (C)                                                              | Deportivo La Guaira     | 13    | 23    | 0.57  |
| Tommy Tobar (A)                                                                  | Carabobo                | 12    | 26    | 0.46  |
| Antonio Romero                                                                   | Zamora                  | 12    | 27    | 0.44  |
| Gustavo Ascona                                                                   | Deportivo Táchira       | 12    | 35    | 0.34  |
| Luis Castillo                                                                    | Estudiantes de Mérida   | 12    | 38    | 0.32  |
| Jesús Hernández                                                                  | Deportivo Lara          | 12    | 40    | 0.30  |
| Edwuin Pernia                                                                    | Caracas                 | 11    | 19    | 0.58  |
| Ruben Rojas                                                                      | Monagas                 | 11    | 23    | 0.48  |
| Richard Blanco                                                                   | Mineros de Guayana      | 11    | 29    | 0.38  |
| Maurice Cova                                                                     | Carabobo                | 11    | 35    | 0.31  |
| José Hernández                                                                   | Trujillanos             | 10    | 35    | 0.29  |
| Jesús Arrieta                                                                    | Caracas                 | 10    | 34    | 0.29  |
| Robert Hernández                                                                 | Caracas                 | 10    | 39    | 0.26  |
| Enzo Maidana                                                                     | Academia Puerto Cabello | 9     | 14    | 0.64  |
| Nota: * Incluye goles anotados en las Liguillas. * (A): Goleador Torneo Apertura |                         |       |       |       |
| Última actualización: 31 de octubre de 2017                                      |                         |       |       |       |
| Fuente: La Liga Futve Archivado el 24 de marzo de 2019 en Wayback Machine.       |                         |       |       |       |

| Jugador            | Equipo              | Autogoles |
| ------------------ | ------------------- | --------- |
| Johan Osorio       | Trujillanos         | 2         |
| Daniel Benítez     | Deportivo Táchira   | 1         |
| Federico Silvestre | Carabobo            | 1         |
| Francisco Fajardo  | Aragua              | 1         |
| Gilbert Guerra     | Caracas             | 1         |
| Joaquín Lencinas   | Monagas             | 1         |
| Jorge González     | Zamora              | 1         |
| Luis Mago          | Carabobo            | 1         |
| Cristian Rodríguez | Zulia               | 1         |
| Alan Liebeskind    | Deportivo La Guaira | 1         |

| Jugador                                                                                    | Equipo                 | Asistencias | Part. | Prom. |
| ------------------------------------------------------------------------------------------ | ---------------------- | ----------- | ----- | ----- |
| Gustavo Rojas                                                                              | Zamora                 | 12          | 40    | 0.30  |
| César González                                                                             | Deportivo La Guaira    | 10          | 33    | 0.30  |
| Jesús Gómez                                                                                | Estudiantes de Mérida  | 8           | 35    | 0.23  |
| Erickson Gallardo                                                                          | Zamora                 | 8           | 39    | 0.21  |
| Robert Hernández                                                                           | Caracas                | 7           | 39    | 0.18  |
| Evelio Hernández                                                                           | Zulia                  | 6           | 28    | 0.21  |
| Ebby Pérez                                                                                 | Estudiantes de Caracas | 5           | 31    | 0.16  |
| Richard Blanco                                                                             | Mineros de Guayana     | 5           | 29    | 0.17  |
| Jesús Arrieta                                                                              | Caracas                | 5           | 34    | 0.15  |
| Kuki Martins                                                                               | Caracas                | 5           | 37    | 0.14  |
| Oscar González                                                                             | Monagas                | 5           | 32    | 0.16  |
| José Moreno                                                                                | Deportivo Anzoátegui   | 5           | 29    | 0.17  |
| Carlos Suárez                                                                              | Monagas                | 5           | 35    | 0.14  |
| Carlos Sosa                                                                                | Trujillanos            | 5           | 34    | 0.15  |
| Dany Cure                                                                                  | Zulia                  | 5           | 33    | 0.15  |
| Nota: * Incluye asistencias registradas en las Liguillas. * (A): Asistente Torneo Apertura |                        |             |       |       |
| Última actualización: 27 de agosto de 2017                                                 |                        |             |       |       |
| Fuente:La Liga Futve Archivado el 24 de marzo de 2019 en Wayback Machine.                  |                        |             |       |       |

## Datos y estadísticas
- Primer gol de la temporada: Anotado por Jesús Buenos, para Deportivo Lara ante el Atlético Venezuela (27 de enero de 2018)

- Ultimo gol de la temporada: Anotado por Antonio Romero, para Zamora Fútbol Club ante el Deportivo Lara (5 de diciembre de 2018)

- Gol más rápido:
- Gol más cercano al final del encuentro:

- Mayor victoria local: (5-0) Monagas SC vs. Atlético Venezuela (28 de julio de 2018), (5-0) Zulia FC vs. Metropolitanos FC (23 de septiembre de 2018)

### Tripletas, pókers o repókers
Aquí se encuentra la lista de tripletas o hat-tricks y póker de goles (en general, tres o más goles anotados por un jugador en un mismo encuentro) convertidos en la temporada.
| Fecha      | Jugador          | Goles         | Local             | Resultado                                                      | Visitante             | Jornada               |
| ---------- | ---------------- | ------------- | ----------------- | -------------------------------------------------------------- | --------------------- | --------------------- |
| 18/05/2018 | Framber Villegas | 63' 90' 90+4' | Aragua            | 3 – 2 Archivado el 31 de julio de 2018 en Wayback Machine.     | Zamora                | Jornada 17 (Apertura) |
| 7/11/2018  | Víctor Aquino    | 2' 37' 62'    | Deportivo Táchira | 3 – 1 Archivado el 8 de noviembre de 2018 en Wayback Machine.  | Estudiantes de Mérida | Liguilla (Clausura)   |
| 5/12/2018  | Antonio Romero   | 5' 25' 57'    | Zamora            | 4 – 0 Archivado el 29 de noviembre de 2018 en Wayback Machine. | Deportivo Lara        | Final (Vuelta)        |